# Luís Querido
Luís Carlos de Castro Vieira Carvalho Querido, meglio noto come Luís Querido (Póvoa de Varzim, 22 agosto 1990), è un hockeista su pista portoghese.

## Palmarès
- Campionato spagnolo: 1

Barcellona: 2009-2010
- Campionato italiano: 1

Amatori Lodi: 2017-2018
- Supercoppa italiana: 1

Amatori Lodi: 2018
- Coppa CERS/WSE: 2

Barcelos: 2015-2016, 2016-2017